# Saulzais-le-Potier
Saulzais-le-Potier – miejscowość i gmina we Francji, w Regionie Centralnym, w departamencie Cher.
Według danych na rok 1990 gminę zamieszkiwały 473 osoby, a gęstość zaludnienia wynosiła 15 osób/km² (wśród 1842 gmin Regionu Centralnego Saulzais-le-Potier plasuje się na 699. miejscu pod względem liczby ludności, natomiast pod względem powierzchni na miejscu 318.).